# Schloss Gobelsburg

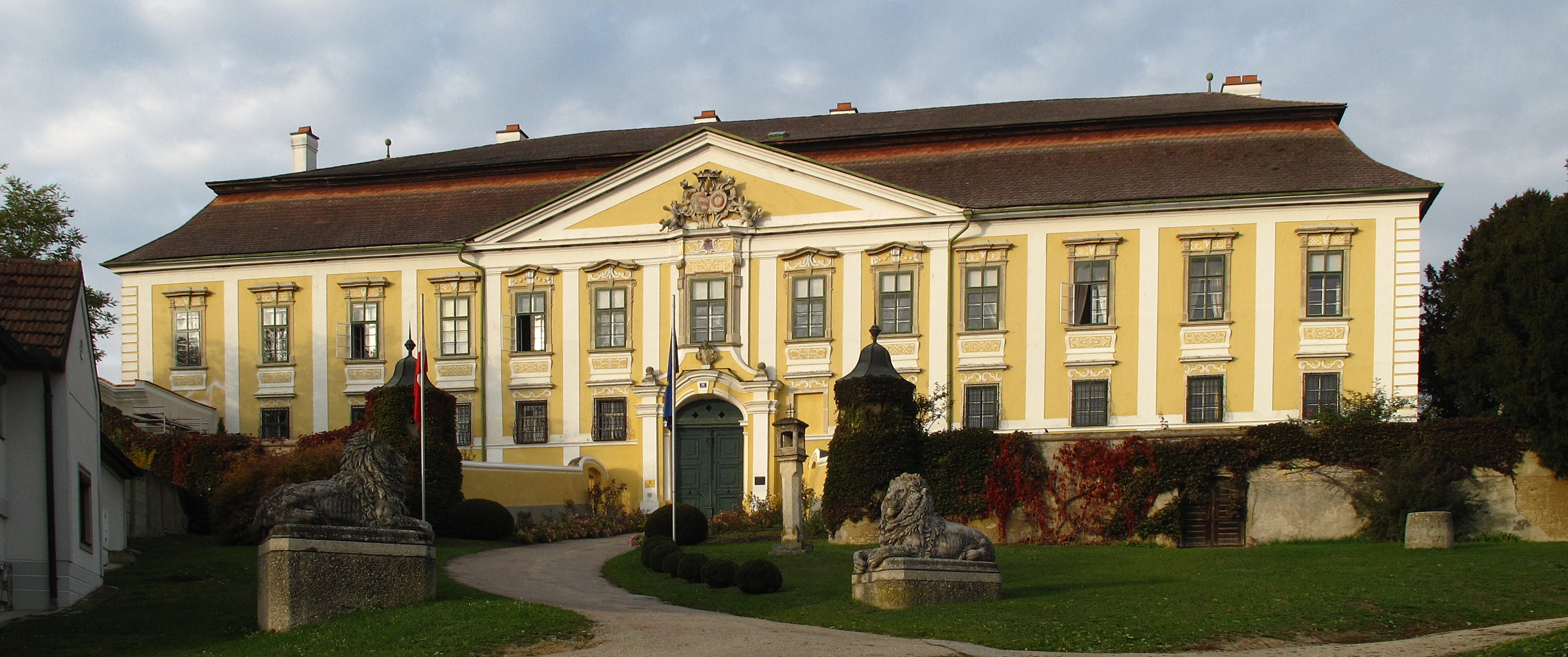
Schloss Gobelsburg

Schloss Gobelsburg liegt in der Katastralgemeinde Gobelsburg der Stadtgemeinde Langenlois im Bezirk Krems-Land in Niederösterreich. Das Schloss mit Renaissancekern wurde von Joseph Munggenast barockisiert und enthält in der Kapelle ein Werk von Kremser Schmidt. Das Gebäude steht unter Denkmalschutz.

## Geschichte
Die Geschichte des Schlosses ist eng mit jener von Stift Zwettl verbunden. Schloss Gobelsburg wurde im Jahre 1074 vom Stammvater der Kuenringer, Azzo von Gobatsburg, ursprünglich als wehrhafte Befestigung erbaut und erstmals in einer Urkunde der Kuenringer erwähnt. Nach der Gründung von Stift Zwettl durch seinen Enkel Hadmar I. von Kuenring im Jahre 1138 stattete dieser das Stift mit Weingärten in Gobelsburg aus.
Bis zum Jahre 1314 blieb Gobelsburg im Besitz der Kuenringer und ging anschließend in den Besitz verschiedener Landadelsfamilien über. Im 16. Jahrhundert wurde die Festung in eine Vierflügelanlage im Stil der Renaissance umgebaut. 1693 wurde sie von Otto Ferdinand Freiherrn von Hohenfeld durch Erbschaft übernommen. Otto Achaz Ehrenreich Graf Hohenfeld ließ das Gebäude 1725 durch Joseph Munggenast umbauen und barockisieren.
Das Schloss war damals auch unter dem Namen „Ehrenreichsburg“ bekannt. Es war wohl als Jagdschloss gedacht, worauf die häufige Verwendung von Jagdmotiven in den Stuckarbeiten und Deckengemälden sowie an den Kachelöfen hinweist. Sein Sohn Heinrich trat in das Zisterzienserstift Zwettl ein und verkaufte ihm 1740 die bereits schwer verschuldete Herrschaft. 1746 wurde das Schloss zum Verwaltungssitz des Stiftes.
Nach dem Ersten Weltkrieg wurde im Gebäude ein Lehrlingsheim eingerichtet; es verwahrloste zunehmend, und als während des Zweiten Weltkrieges französische Kriegsgefangene dort untergebracht waren, verfiel es gänzlich. Fußböden wurden verheizt und die Innenräume devastiert. Nach 1958 wurde es unter Pater Bertrand Baumann, der mit der Leitung des Gutes betraut war, renoviert. Nach Abschluss der Arbeiten im Jahre 1966 diente es bis gegen Ende des 20. Jahrhunderts als Außenstelle des Österreichischen Museums für Volkskunde, das ein Keramikmuseum für seine Majolika-Sammlung einrichtete.
Heute wird Schloss Gobelsburg mit seinen Weingärten als Weingut genutzt, das seit 1996 vom Stift verpachtet wird. Ein Teil des Gebäudes ist in Wohnungen aufgeteilt.